# Орбітальне квантове число

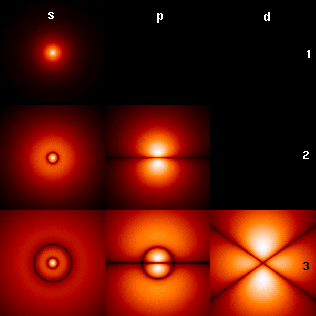
s-, p- і d-орбіталі атомів відповідають орбітальним квантовим числам ℓ = 0, 1, 2.
1, 2 і 3 праворуч — головні квантові числа.

Орбітальне квантове число (рос. орбитальное квантовое число, англ. orbital quantum number) — число (l), що квантує орбітальний момент електрона, визначаючи форму атомної орбіталі. Може набирати цілочисельних значень 0, 1, 2, …, n — 1, де n — головне квантове число. 
Азимутальне квантове число визначає кутовий момент та форму атомних орбіталей. Азимутальним квантовим числам 0, 1, 2 та 3т відповідають типи орбіталей s, p, d та f, відповідно.
Синоніми — азимутальне квантове число, побічне квантове число.